# Chemická zbraň

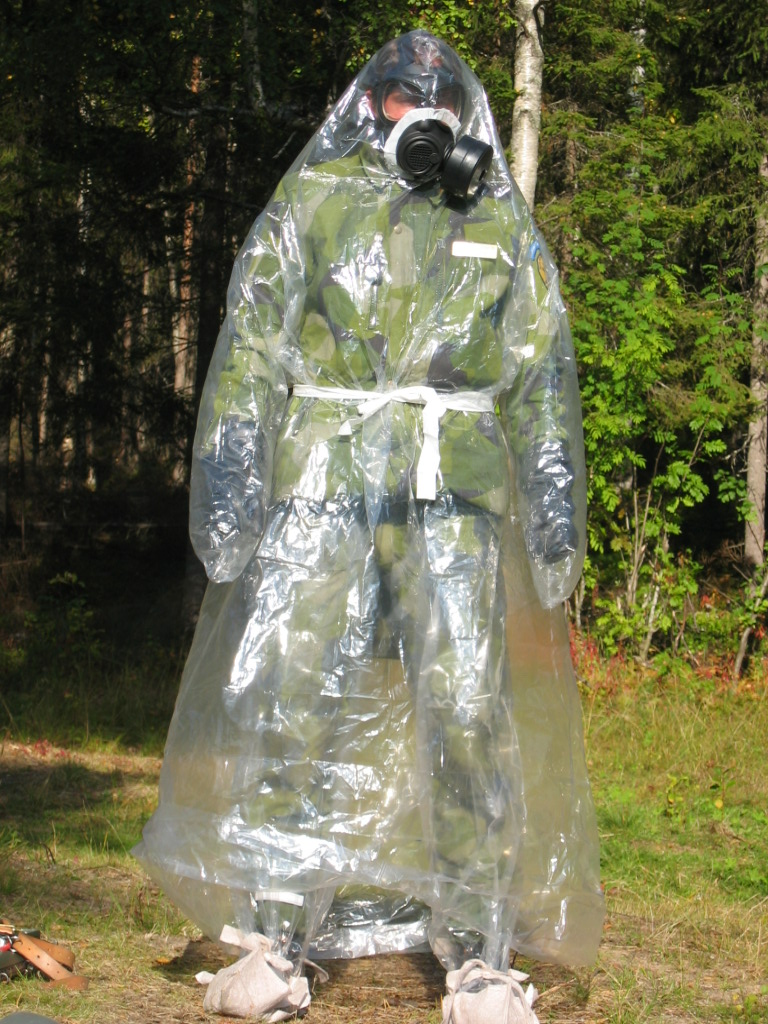
Švédský voják v ochranném obleku

Chemická zbraň (bojová chemická látka) je zbraň, která objekt útoku zasáhne anorganickými či organickými sloučeninami, jež působí na organismus dráždivě nebo toxicky. Mechanismus působení je různý – od cíleného poškozování určitých částí těla (blokace enzymu cholinesterázy v synapsích neuronů u nervově paralytických látek) až po působení systémové (látka je toxická pro celé tělo, např. yperit).
Chemické zbraně jsou velice účinné při použití proti nechráněné živé síle vojsk nebo při zneužití proti civilnímu obyvatelstvu. Výroba je relativně levná, některé potenciální otravné látky se používají v průmyslu jako suroviny ve velkém (chlor, kyanovodík, fosgen). Z toho vyplývá vysoká nebezpečnost těchto látek při havárii zařízení či cíleném útoku na ně. Otravné látky se mohou vyskytovat ve skupenství pevném (obvykle ve formě aerosolu), kapalném i plynném.

## Historie

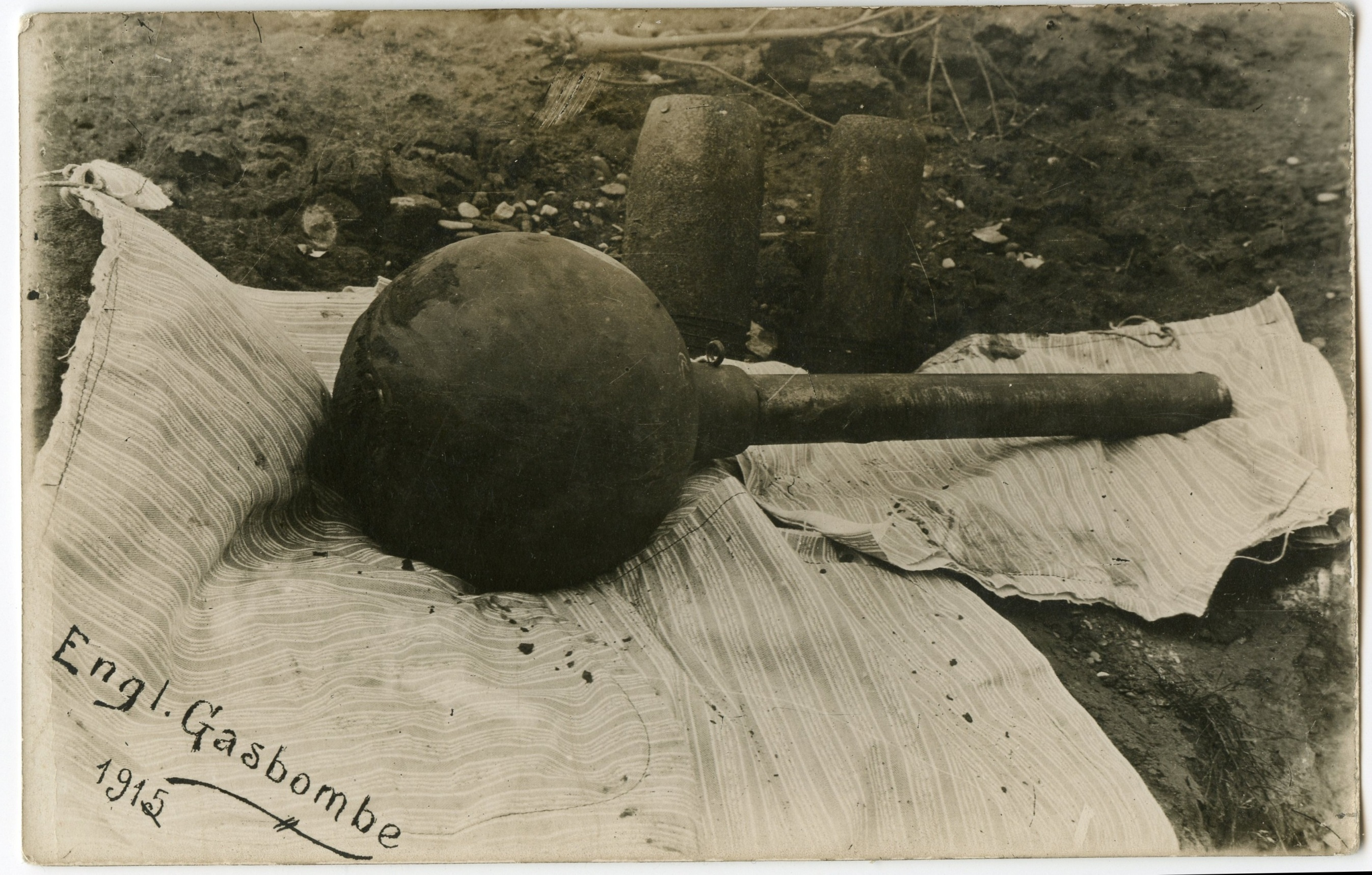
Britská plynová bomba z první světové války

Malba Johna Singera Sargenta ukazující oslepené vojáky na bojišti po útoku yperitu

Používání chemických zbraní mělo zpočátku zničující účinky v první světové válce, kdy prakticky neexistovala ochrana proti tomuto zcela novému způsobu boje. V této době bylo využíváno především průmyslových škodlivin (později nahrazených cíleně vyvinutými látkami jako tabun, soman, sarin, VX), zejména pak chloru (který se přeléval po bojišti jako hustá mlha, vléval se do zákopů a leptal měkké sliznice, vnikal dýchacím ústrojím do těla a ničil respirační cesty) a v té době nového hořčičného plynu, yperitu.
V 80. letech 20. století se objevilo několik případů použití chemických zbraní proti civilistům v hustě osídlených oblastech a městech.
V novodobém válčení již chemické zbraně nemají tak zničující účinek především díky vybavenosti vojáků maskami pro ochranu dýchacího ústrojí a dalšími prostředky individuální ochrany. Použitím těchto zbraní se zpravidla dosáhne jen zpomalení postupu zasažených jednotek (v důsledku ztížení činnosti používáním ochranných prostředků, nutnosti dekontaminace a odsunu zasažených). Vzhledem k charakteru bojových akcí je použití bojových chemických látek v plynné formě většinou takticky nevýhodné a implikuje velké nebezpečí zasažení vlastních jednotek.

## Pojmy
Bojová koncentrace: látka dosáhne bojové koncentrace ve chvíli, kdy její stanovené množství způsobí vyřazení nebo usmrcení stanoveného procenta zasažených. U bojových chemických látek v plynném stavu je (v případě použití ve volném terénu) těžké udržet bojovou koncentraci dlouhodobě. Dosažení bojové koncentrace ovlivňuje druh použité látky, meteorologická a topografická situace.
Přirozená dekontaminace: při použití plynu v otevřeném terénu je nutné počítat s fenoménem přirozené dekontaminace: srážení a omývání aerosolu deštěm, odpařování nebo kondenzace látky ve vztahu k teplotám a povětrnostní podmínky.

## Dělení

### Dusivé

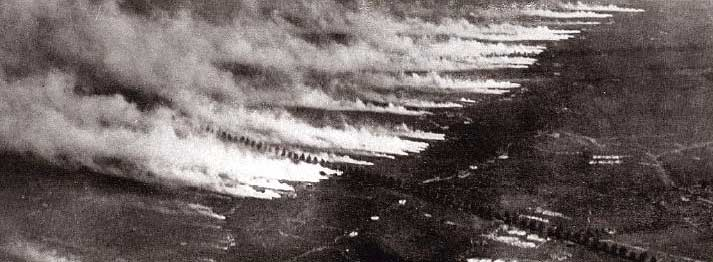
Německý liniový útok chlórem během první světové války

Působí na organismus dusivě, a to vyřazením plic z činnosti jejich otokem a následným udušením (fosgen, chlór). Fosgen i kyanovodík jsou používány v průmyslu ve velkých množstvích při výrobě plastů, je zde tedy nebezpečí havarijních úniků. Do těla se dostávají přes plíce.
Zástupci: fosgen, difosgen, trifosgen, chlor, chlorpikrin,

### Všeobecně jedovaté
Působí na organismus zejména pronikáním přes dýchací cesty, brání přenosu kyslíku z krve do tkání a tím postupně paralyzují celé tělo.
Zástupci: kyanovodík, chlorkyan

### Zpuchýřující

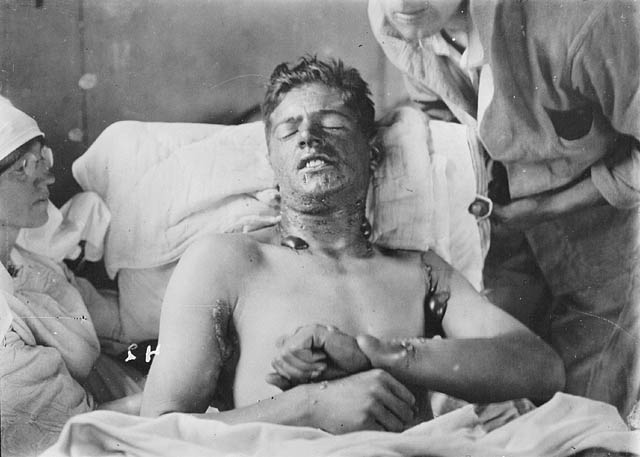
Kanadský voják zasažený kapkami a parami yperitu. Kapkami zasaženy ruce a krk, parami podpaží. 1917–1918

Působí na organismus tzv. všeobecně otravně, po zasažení a proniknutí do organismu jej poškozují celý. Typický znak zasažení je poškozeni pokožky v místě zasažení, vytvoření puchýřů a následná nekróza tkáně v zasaženém místě. Zasažená místa se dlouho (týdny až měsíce) špatně hojí, navíc látka a její metabolity v těle působí celkově toxicky a tím ještě prodlužují rekonvalescenci, popř. vyvolávají další komplikace (selhání ledvin, jater apod.).
Zástupci: různé druhy yperitu, lewisit, fosgenoxim

### Dráždivé
Působí obvykle pouze dráždivě – hlavním cílem není zasaženou osobu usmrtit, ale vyřadit z činnosti. Vysoké koncentrace lakrimátoru ovšem mohou vyvolat astmatický záchvat a smrt zasaženého. Do této kategorie spadají tzv. „slzné plyny“. Obvykle při zasažení působí na sliznice velmi dráždivě, vyvolávají kašel, slzení a ostrou bolest v očích (případně ještě tlak či bodavou bolesti ve hrudi), která zasaženou osobu dočasně může oslepit a vyřadit ji z činnosti. Tyto látky obvykle používá policie k potlačování odporu davu nebo se používají jako náplň do osobních ochranných prostředků (různé obranné spreje apod.)
V první světové válce byly s oblibou používány samostatně nebo ve směsi s toxickými látkami, např. fosgenem. Principem takové kombinace byl fakt, že lakrimátory (rozptýlené jsou to malé pevné částice či aerosoly) snadno prochází všemi filtry z aktivního uhlí, pokud ty nejsou vybaveny protidýmovou vložkou. Dobové ochranné masky, obvykle tvořené impregnovaným plátnem, zaměřeným na chemickou reakci s jednou, maximálně několika toxickými látkami, nebyly schopné je efektivně zachytit. To u zasažených způsobilo kašel, silné dráždění a vojáci si masky často strhávali, čímž se zbavili ochrany proti druhé, již toxické frakci, což jim způsobilo otravu nebo smrt.
Zástupci:
- Lakrimátory: CS – tzv. „slzný plyn“, látka CR, kapsaicin (náplň tzv. „pepřového spreje“), CN (chloracetofenon), CA (brombenzylkyanid)
- Sternity: adamsit, clark I, clark II

### Nervově paralytické
Působí na nervovou soustavu člověka tím, že blokují cholinesterázu v neuronech, čímž vyřazují nervovou soustavu z činnosti. Obvykle mají kumulativní vlastnosti: do určité koncentrace v těle zasažený téměř nic nepociťuje – organismus je ještě schopný autoregulace – a až po jejím překročení se rychle rozvíjí příznaky zasažení a nastává rychle smrt. Do těla se dostávají všemi vstupními branami přes plíce, sliznici a kůži. Z těla se špatně odstraňují a vydrží působit v organismu poměrně dlouhou dobu. Antidotem proti většině nervově paralytických látek první generace je atropin jako antagonista jejich účinků. Některé nervové jedy (např. soman) ale vytvářejí s cholinesterázou ireverzibilní spojení. Její chemická reaktivace tak už není možná a antidota na bázi reaktivátorů nelze vyrobit. Látky používané v terapii intoxikací organofosfáty jsou obvykle syntetické reaktivátory cholinesterázy. Existoval kombinovaný přípravek Trimedoxim + Atropin (TMB 4 Compositum) vyráběný před lety českou firmou Léčiva, nyní se již nevyrábí. Je omezeně dostupný obidoxim chlorid (obchodní název Toxogonin) a dále přímo lidská cholinesteráza (Serum cholinesterase P Behring).
Existuje také profylaktická technika (použitelná za předpokladu brzkého použití nervově paralytických zbraní) spočívající v preventivním podání analogů cholinesterázy přímo do krevního oběhu. Při následné intoxikaci nervově paralytickým jedem dojde k přednostní reakci s látkou v krvi, která je tak říkajíc „víc po ruce“ – tedy dříve, než mohou být jedem zasaženy nervy. Toto umožňuje dotyčnému jedinci přežít zasažení až několikanásobnou smrtelnou dávkou nervově paralytickým jedem bez větších následků. Vedlejší účinky těchto preparátů však neumožňují jejich používání po delší dobu.
Zástupci: sarin, soman, tabun, VX, IVA, novičok.